# پرواز فراساحلی

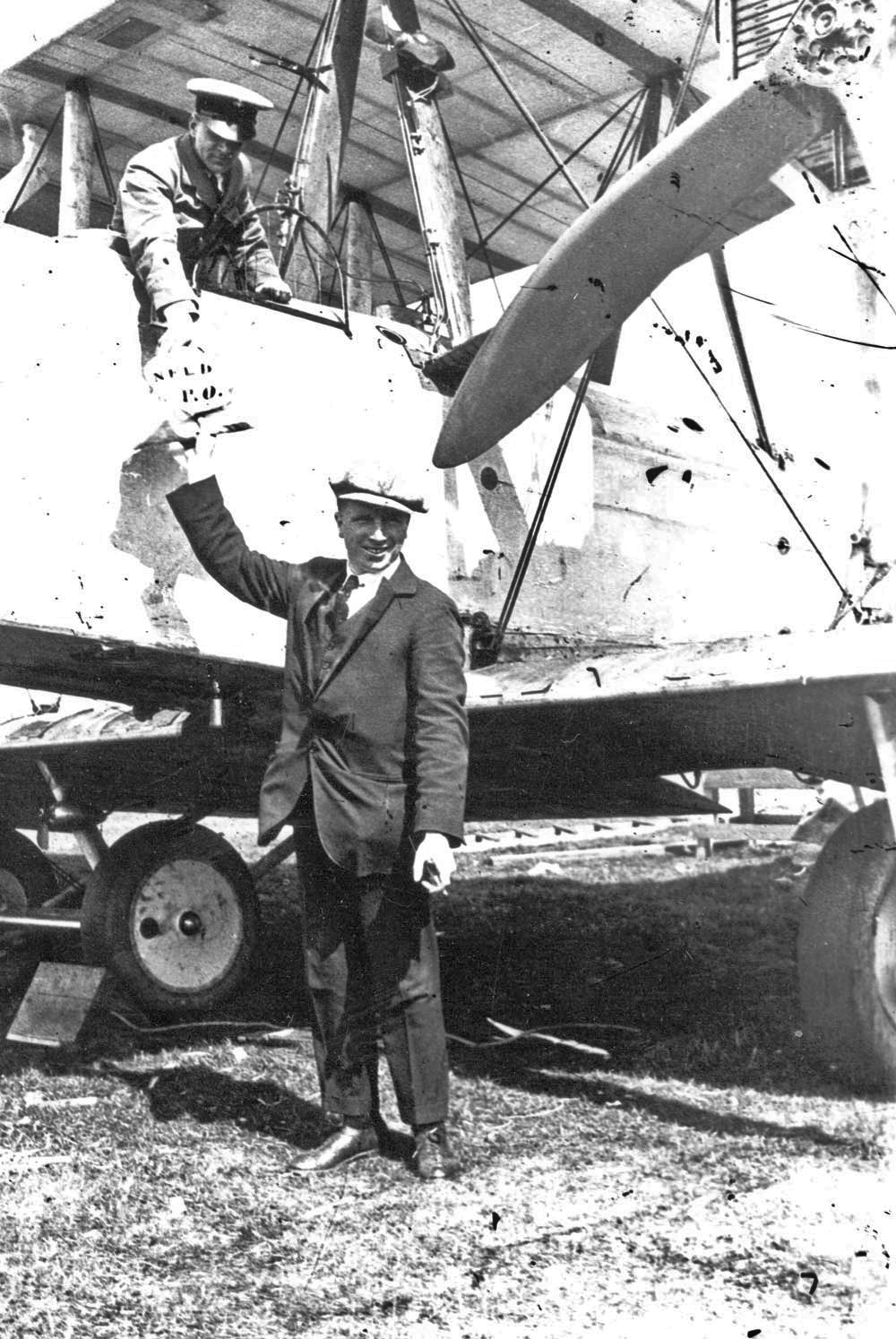
افسران نیروی هوایی سلطنتی، آلکاک و براون ، قبل از اولین پرواز بدون توقف در اقیانوس اطلس در سال ۱۹۱۹.

پرواز فراآتلانتیک (به انگلیسی: Transatlantic flight) پروازی است که در آن یک هواپیما از اقیانوس اطلس عبور می‌کند و از اروپا، آفریقا، جنوب آسیا یا خاورمیانه به سمت شمال آمریکا، آمریکای لاتین یا بالعکس می‌رود. چنین پروازهایی توسط هواپیماهای بال ثابت، کشتی‌های هوایی، بالون‌ها و سایر انواع هواپیماها انجام شده‌اند.
موتورهای اولیه هواپیما به اندازه کافی قابل اعتماد و توانمند نبودند تا سوخت مورد نیاز برای انجام یک پرواز فراآتلانتیک را حمل کنند. همچنین مشکلاتی در زمینه مسیریابی بر فراز این گستره وسیع دریایی وجود داشت، و وضعیت آب و هوا، به‌ویژه در شمال اقیانوس اطلس، پیش‌بینی‌ناپذیر بود. با این حال، از اواسط قرن بیستم به بعد، پروازهای فراآتلانتیک به یک امر عادی تبدیل شده است و برای اهداف تجاری، نظامی، دیپلماتیک و... مورد استفاده قرار می‌گیرد.